# Kia Mohave
Kia Mohave – samochód osobowy typu SUV klasy wyższej produkowany pod południowokoreańską marką Kia w latach 2008–2024.

## Historia i opis modelu

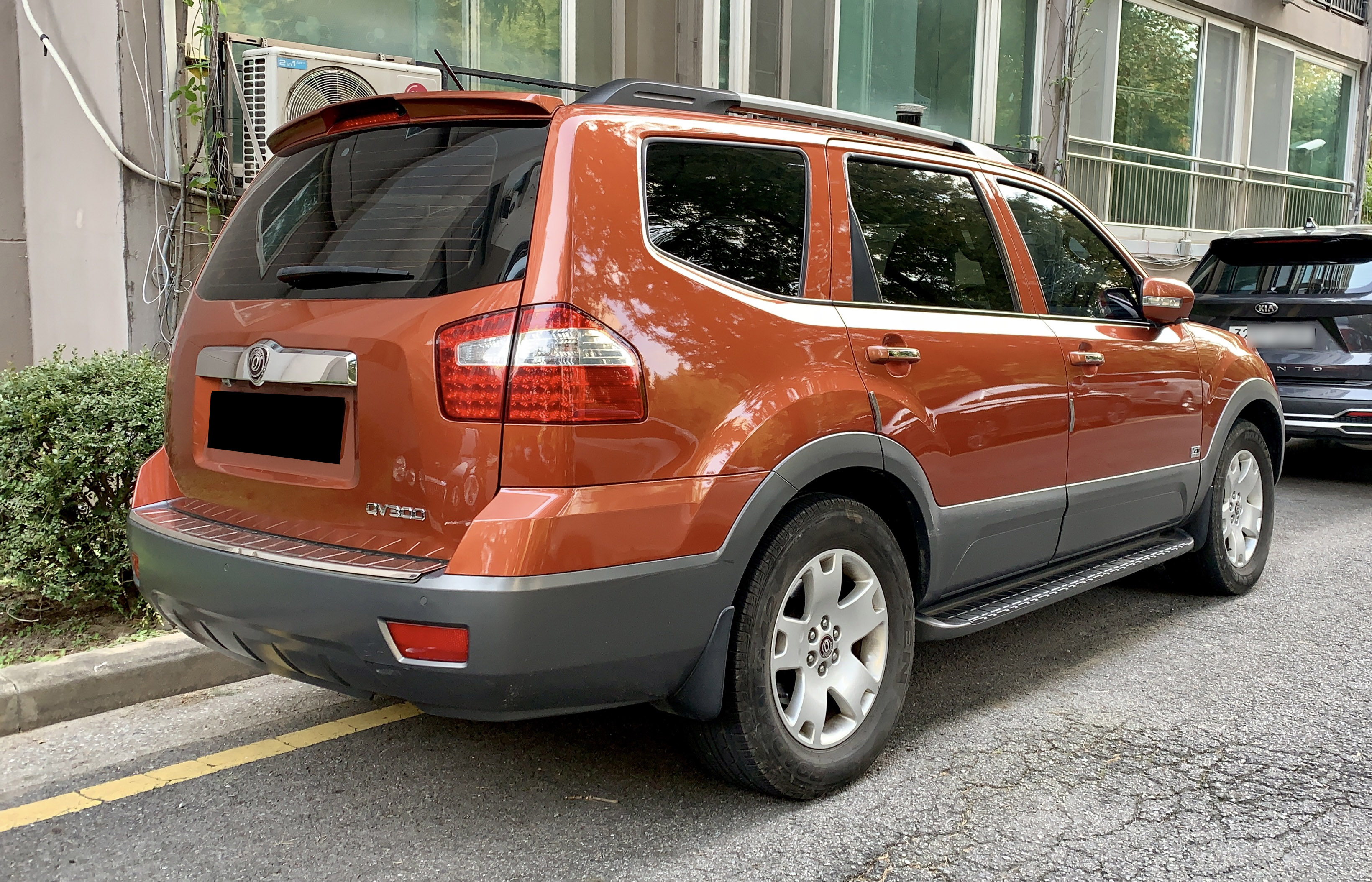
Kia Mohave – tył

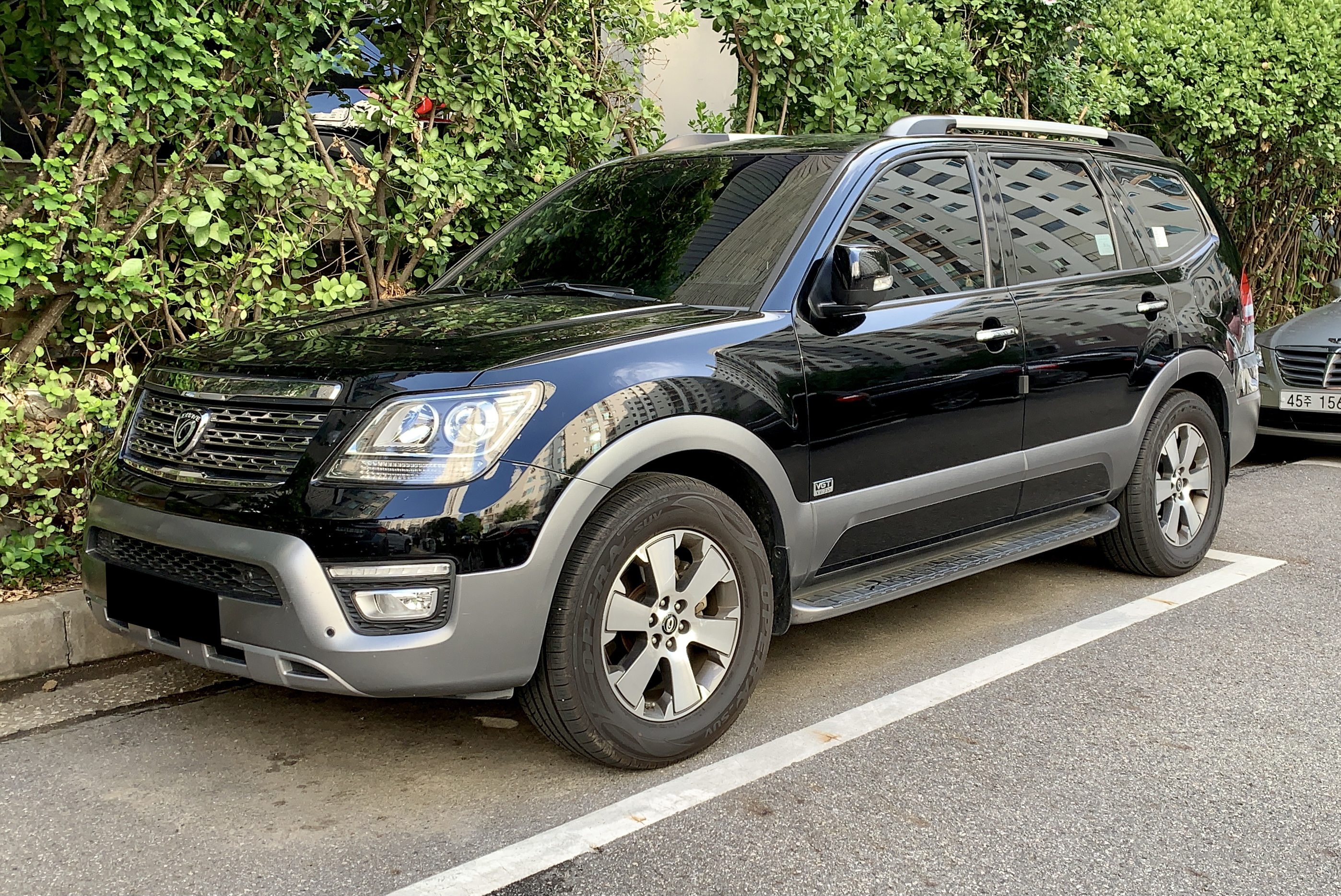
Kia Mohave po liftingu

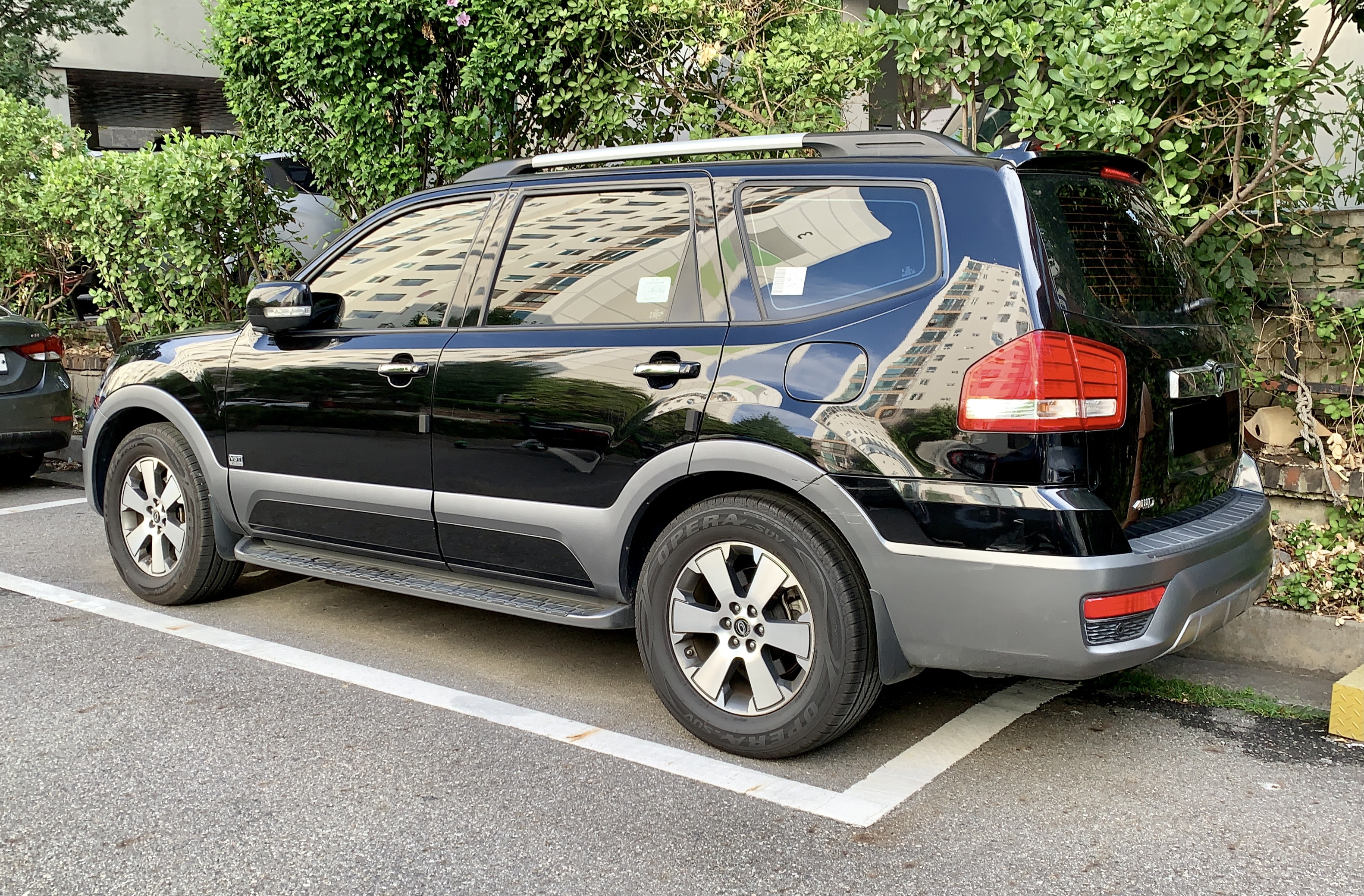
Kia Mohave – tył po liftingu

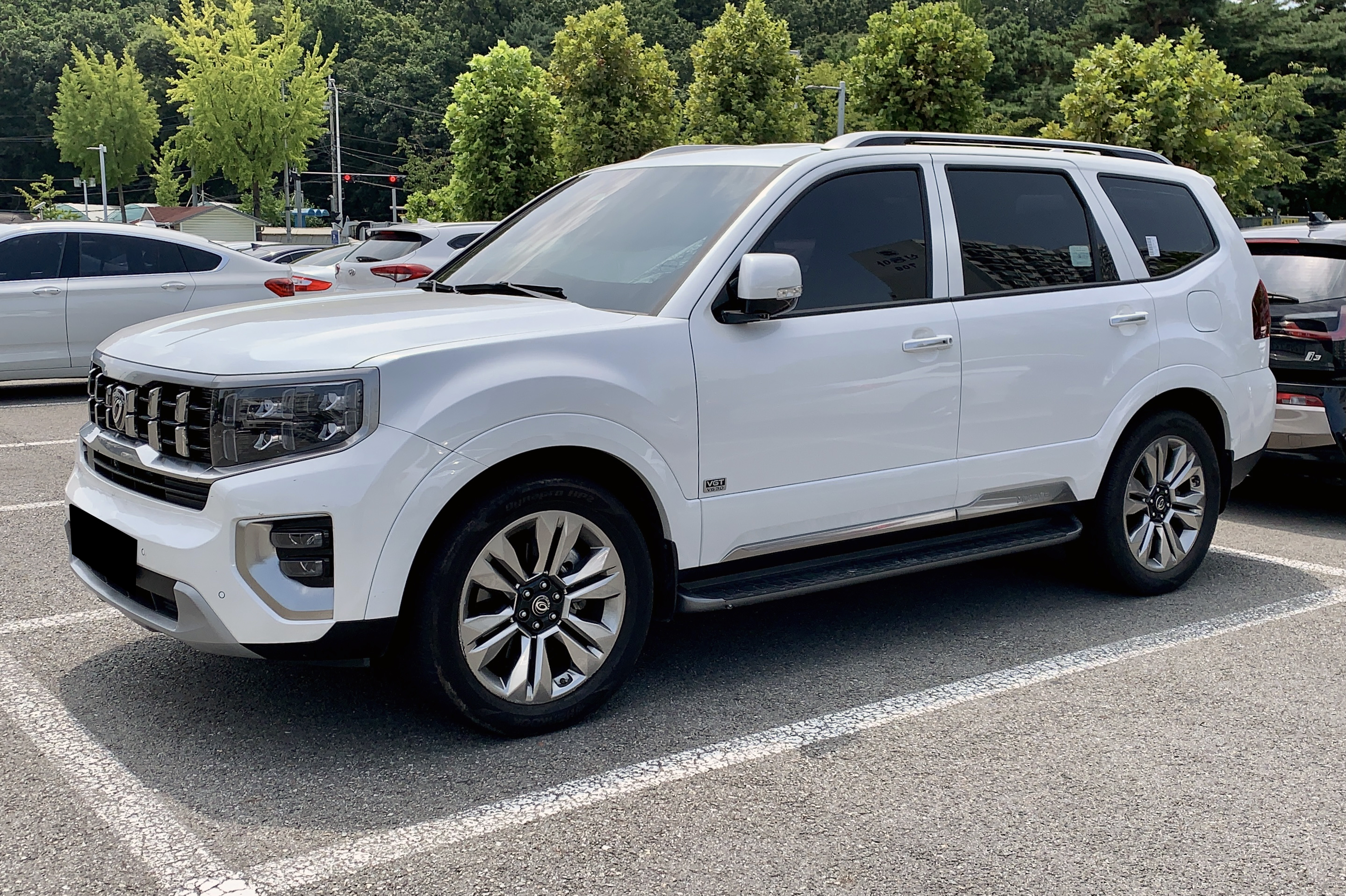
Kia Mohave po drugim liftingu

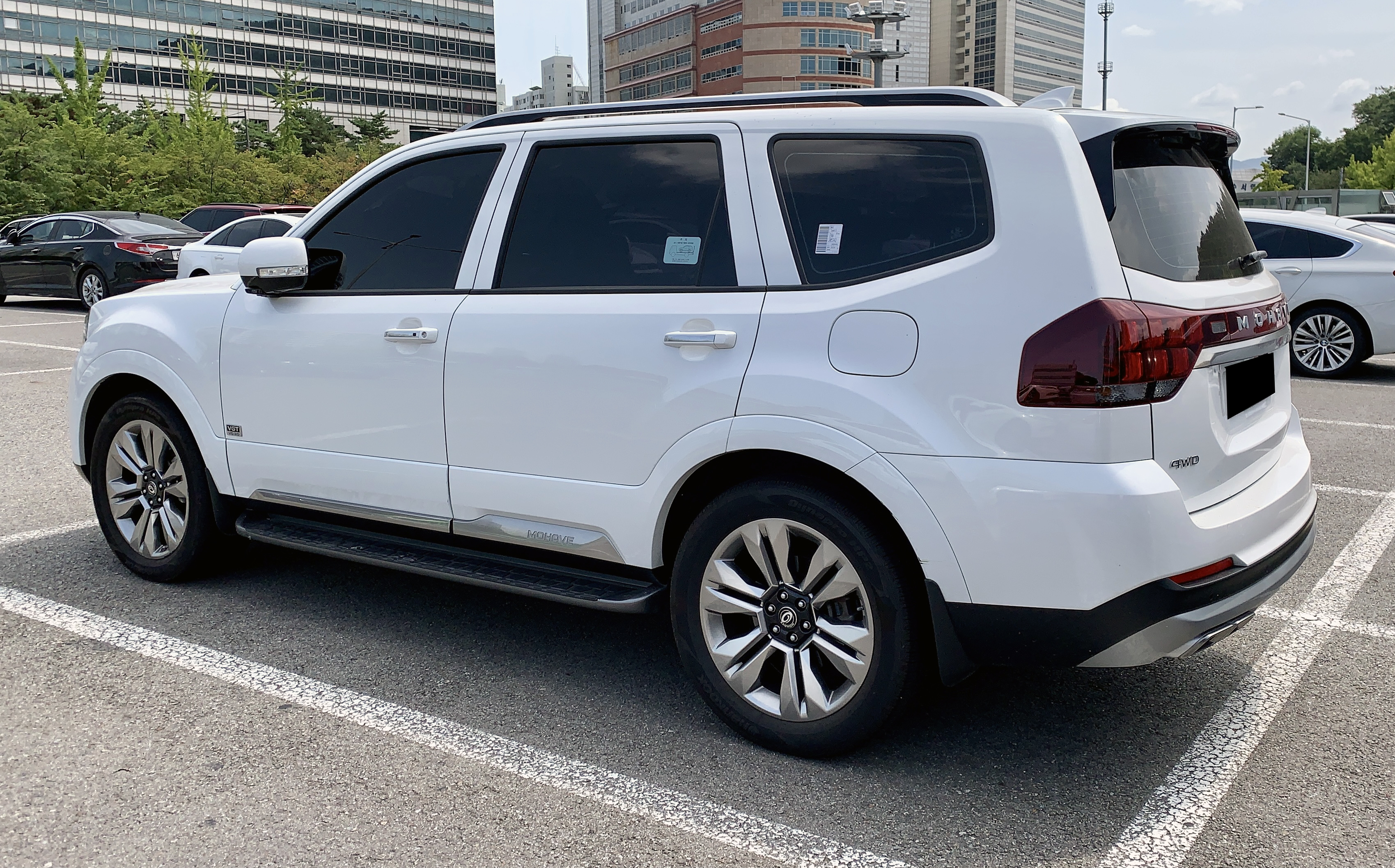
Kia Mohave – tył po drugim liftingu

Studyjną zapowiedzią nowego, topowego SUV-a w gamie Kii mającego się docelowo uplasować powyżej modelu Sorento był przedstawiony w styczniu 2005 roku prototyp Kia KCD-II Mesa Concept.
Produkcyjny model pod nazwą Kia Mohave zadebiutował trzy lata po prezentacji studium, mając stoją premierę w styczniu 2008 roku. W porównaniu do debiutującego w międzyczasie pokrewnego Hyundaia Veracruz, zbudowana na ramie Mohave przyjęła bardziej terenowy charakter jako odpowiedź południowokoreańskiego producenta na duże SUV-y oferowane przez konkurencję japońską oraz amerykańską.
Pod kątem wizualnym Kia Mohave utrzymana została w nowym kierunku stylistycznym. Pojazd charakteryzował się dużą, trapezoidalną atrapą chłodnicy, a także umieszczoną w górnej krawędzi poprzeczką z wyeksponowanym logo producenta. Reflektory przyjęły kształt rombów, z kolei tylne lampy miały formę dwuczęściowych kloszy. Charakterystyczną cechą było dwubarwne malowanie nadwozia, z ciemnoszarymi nakładkami na nadkola i zderzaku.
Kia Mohave powstała z myślą o możliwości transportu od 5 do maksymalnie 7 pasażerów w trzech rzędach siedzeń, z kolei układ napędowy mógł napędzać tylną lub obie osie. Samochód charakteryzował się bogatym wyposażeniem standardowym, na czele ze zmieniarką płyt, systemem nagłośnieniowym Infinity oraz portem USB.

### Restylizacje
W marcu 2016 roku Kia Mohave przeszła drobną restylizację nadwozia, w ramach której samochód zyskał odświeżony projekt zderzaków, nowy układ reflektorów i lamp tylnych wykonanych w technologii LED, a także dużą chromowaną atrapę chłodnicy z centralnie umieszczonym logo producenta.
W sierpniu 2019 roku, po 11 latach produkcji, Kia zdecydowała się wydłużyć produkcję najstarszego modelu w ofercie poprzez kompleksową restylizację. Samochód otrzymał nowy, bardziej kanciasty pas przedni z dużą, chromowaną atrapą chłodnicy obejmującą reflektory wykonane z diod LED. Ponadto, zmieniono także kształt połączenia tylnych lamp, zastępując małe klosze dużym pasem z drukowaną nazwą modelu. Samochód przeszedł też obszerne zmiany w kabinie pasażerskiej, która zyskała bardziej luksusowy charakter. Pojawiła się nowa deska rozdzielcza z cyfrowymi wskaźnikami oraz znacznie masywniejszą konsolą centralną zdominowaną przez 12,3-calowy ekran systemu multimedialnego nowej generacji.

### Sprzedaż
Jednym z głównych rynków, dla którego Kia Mohave została skonstruowana, była Ameryka Północna na czele ze Stanami Zjednoczonymi, mając tam stanowić odpowiedź na takie modele jak Ford Explorer czy Nissan Pathfinder. Samochód trafił tam do sprzedaży jako Kia Borrego, nie odnosząc jednak spodziewanego sukcesu rynkowego i znikając ze sprzedaży po dwóch latach rynkowej obecności w 2010 roku. Jako Kia Mohave, samochód wyróżnił się zasięgiem globalnym pokrywającym kilkanaście państw z całego świata. Samochód oferowano m.in. w rodzimej Korei Południowej, na Bliskim Wschodzie, w Chile, Argentynie i Brazylii, a także w Chinach, Rosji i Kazachstanie.
Po gruntownej restylizacji z 2019 roku, zasięg rynkowy Kii Mohave został drastycznie okrojony. Pojazd pozostał w ofercie producenta jedynie w rodzimej Korei Południowej, wyróżniając się dedykowanymi logotypami, a także w Rosji, dalej pełniąc tam funkcję topowego modelu w gamie. Taki stan trwał do czerwca 2024 roku, kiedy to z powodu stale malejącego popytu i konieczności uwolnienia mocy produkcyjnych na nowy model Tasman produkcja Kii Mohave dobiegła końca po 16 latach.

### Silniki
- V6 3.8l Lambda
- V8 4.6l Tau
- V6 3.0l CRDi